# Priscagama
Priscagama — це вимерлий рід ігуанської ящірки з пізньої крейди Монголії й Китаю. Він належить до вимерлої родини ігуанів під назвою Priscagamidae (або підродини Priscagaminae). Кілька неповних черепів були знайдені в формаціях Барун Гойот і Дядохта, і спочатку їх відносили до роду Mimeosaurus; Типовий вид Priscagama gobiensis був названий у 1984 році, коли було визнано, що ці черепи належать до окремого виду. Прискагама відрізняється від більшості інших прискагамід тим, що має більш витягнутий, легенький череп. Зовні він дуже схожий на інший пріскагамід під назвою Pleurodontagama, оскільки їх можна відрізнити лише за формою зубів.